# 派利特·維度真
派利特·侯柏杜斯·維度真（英語：Piet Hubertus Velthuizen，1986年11月3日—），是一名荷蘭足球运动员，司职守門員。他曾參與2008年夏季奧運會。

## 球會生涯
維度真在維迪斯首次亮相於2006年12月31日，在客場比賽中2-2對威廉二世。他迅速崛起，據天空體育，他是2008年歐洲其中最有前途的門將。在2007-08賽季，他正式成為維迪斯一隊成員，當時他簽訂了合同，效力球隊至2011年。他吸引阿仙奴球探注意，在聯賽觀看他的表現。

## 國際賽生涯
維度真第一次被國家隊徵召是於2008年3月21日在對奧地利的友誼賽。2009年9月5日，他首次為國家隊在一場友賽上場，該仗對手是日本，在下半場入替禾姆。他力補不失，最後球隊以1:0取勝。

### 2008年奧運會
他被迪漢選中參加2008年奧運會成員之一。雖然臨近奧運會大多的比賽中他是第一選擇，但他被迪漢告知他會是華美亞的後備。這對於他無疑是一個很大的打擊。迪漢表示他喜歡華美亞是因為他擁有上屆21歲以下歐洲足球錦標賽隊奪冠的經驗，也因為他認為華美亞比他更好。